# Längdhopp för damer i friidrott vid olympiska sommarspelen 1992
Längdhopp för damer vid olympiska sommarspelen 1992 i Barcelona avgjordes 6-7 augusti.

## Medaljörer
| Gren      | Guld                       | Guld   | Silver               | Silver | Brons                      | Brons  |
| Längdhopp | Heike Drechsler · Tyskland | 7,14 m | Inessa Kravets · OSS | 7,12 m | Jackie Joyner-Kersee · USA | 7,07 m |

## Resultat

### Final
| Placering | Final                      | Längd        |
| --------- | -------------------------- | ------------ |
|           | Heike Drechsler (GER)      | 7.14 m       |
|           | Inessa Kravets (EUN)       | 7.12 m       |
|           | Jackie Joyner-Kersee (USA) | 7.07 m       |
| 4.        | Mirela Dulgheru (ROM)      | 6.71 m       |
| 5.        | Irina Musjajlova (EUN)     | 6.68 m       |
| 6.        | Sharon Couch (USA)         | 6.66 m       |
| 7.        | Sheila Echols (USA)        | 6.62 m       |
| 8.        | Susen Tiedtke (GER)        | 6.60 m       |
| 9.        | Flora Hyacinth (ISV)       | 6.52 m       |
| 10.       | Agata Karczmarek (POL)     | 6.41 m       |
| 11.       | Renata Nielsen (DEN)       | 6.06 m       |
| DSQ       | Nijolė Medvedeva (LTU)     | 6.76 m (4th) |

### Kval
| Placering | Grupp | Hoppare                      | Längd        |
| --------- | ----- | ---------------------------- | ------------ |
| 1.        | A     | Heike Drechsler (GER)        | 7.08 m       |
| 2.        | B     | Irina Musjajlova (EUN)       | 6.86 m       |
| 3.        | A     | Mirela Dulgheru (ROM)        | 6.83 m       |
| 4.        | B     | Inessa Kravets (EUN)         | 6.79 m       |
| 5.        | B     | Jackie Joyner-Kersee (USA)   | 6.75 m       |
| 6.        | B     | Susen Tiedtke (GER)          | 6.74 m       |
| 7.        | A     | Flora Hyacinth (ISV)         | 6.71 m       |
| 8.        | A     | Sharon Couch (USA)           | 6.64 m       |
| 9.        | B     | Renata Nielsen (AUT)         | 6.63 m       |
| 10.       | B     | Sheila Echols (USA)          | 6.55 m       |
| 11.       | A     | Agata Karczmarek (POL)       | 6.55 m       |
| 12.       | A     | Ljudmila Ninova-Rudoll (AUT) | 6.53 m       |
| 13.       | B     | Ringa Ropa-Junnila (FIN)     | 6.52 m       |
| 14.       | A     | Yang Juan (CHN)              | 6.49 m       |
| 15.       | B     | Marieta Ilcu (ROM)           | 6.46 m       |
| 16.       | B     | Liu Shuzhen (CHN)            | 6.44 m       |
| 17.       | B     | Karen Botha (RSA)            | 6.43 m       |
| 18.       | B     | Antonella Capriotti (ITA)    | '6.43 m      |
| 19.       | A     | Helga Radtke (GER)           | 6.42 m       |
| 20.       | B     | Jackie Edwards (BAH)         | 6.40 m       |
| 21.       | A     | Valentina Uccheddu (ITA)     | 6.40 m       |
| 22.       | A     | Tamara Malešev (IOP)         | 6.35 m       |
| 23.       | B     | Olyinka Idowu (GBR)          | 6.29 m       |
| 24.       | A     | Dionne Rose (JAM)            | 6.22 m       |
| 25.       | A     | Li Yong-Ae (PRK)             | 6.17 m       |
| 26.       | B     | Joanne Wise (GBR)            | 5.87 m       |
| 27.       | B     | Natalia Toledo (PAR)         | 5.73 m       |
| 28.       | B     | Sonia Agbessi (BEN)          | 5.63 m       |
| 29.       | A     | Eunice Barber (SLE)          | 5.55 m       |
| —         | A     | Larisa Bereznaja (EUN)       | NM           |
| —         | B     | Diane Guthrie-Gresham (JAM)  | NM           |
| —         | A     | Rita Ináncsi (HUN)           | NM           |
| —         | A     | Fiona May (GBR)              | NM           |
| —         | B     | Nicole Staines (AUS)         | NM           |
| —         | A     | Muyebg Mabala (ZAI)          | DNS          |
| DISQ      | B     | Nijole Medvedeva (LTU)       | 6.71 m (7:e) |